# 42P/Neujmin
O 42P/Neujmin, também conhecido como Neujmin 3, é um cometa periódico do sistema solar. Este cometa e o 53P/Van Biesbroeck são fragmentos de um cometa pai que se dividiu em março de 1845. O cometa não veio dentro de 1 UA de um planeta durante o século 20, mas vai passar a 0,04 UA do protoplaneta Vesta em 17 de julho de 2036.
O núcleo do cometa é estimado como sendo de 2,2 km de diâmetro.

## Descoberta
Ele foi descoberto em 2 de agosto de 1929, pelo Grigory N. Neujmin.

## Características orbitais
A órbita deste cometa tem uma excentricidade de 0,5854 e possui um semieixo maior de 6,911 UA. O seu periélio leva o mesmo a uma distância de 4,858 UA em relação ao Sol e seu afélio a 7,701 UA.